# Ким Ду Бон
Ким Ду Бон (также трансл. Ким Тубон, кор. 김두봉?, 金枓奉?, не ранее 16 марта 1886 и не позднее 2 февраля 1889, Пусан, Чосон — не ранее 1958 и не позднее 1961, Пхёнан-Намдо) — корейский революционер и учёный-лингвист. Председатель Президиума Верховного народного собрания КНДР (9 сентября 1948 — 20 сентября 1957). Глава Коммунистической партии Кореи, Новой Народной партии Кореи (16 февраля 1946 — 29 августа 1946), Трудовой партии Северной Кореи (29 августа 1946 — 30 июня 1949). Инициатор языковой реформы 1948 года. Создатель дизайна государственного флага КНДР.

## Биография
Ким Ду Бон родился 16 марта 1886 года в Кёнсан-Намдо. В 30 лет принял участие в Мартовском Восстании 1919 года, будучи членом «Движения Первого марта». После восстания, как и многие корейские революционеры, оказался в китайском Шанхае. Молодой учитель принял идеи коммунизма и вступил в одну из шанхайских марксистских групп.
В течение 1920-х и 1930-х годов Ким совмещал политическую борьбу с корейской лингвистикой, находившейся в то время в зачаточном состоянии. До сих пор он считается одним из основателей этой науки в Корее.
В течение столетий официальным языком для корейской элиты был классический китайский язык. Корейский язык как простонародный не представлял интереса для учёных. В 1930-е годы, после начала применения лингвистических методов западной науки, корейская лингвистика стала бурно развиваться, и Ким Ду Бон был ключевой фигурой этого процесса.
После нападения японской армии на Китай Ким Ду Бон уехал из Шанхая и вскоре оказался в Яньани.
Вместе с Чхве Чхан Иком Ким возглавлял так называемую «яньаньскую фракцию» в коммунистическом движении Кореи. В эту фракцию входили корейские коммунисты, которые в 1920—1930-е гг. покинули Корею и уехали в Китай, спасаясь от репрессий японских оккупантов, а также многие корейцы, воевавшие в частях китайской Компартии, в рядах 8-й и Новой 4-й Армий. Большая часть из них оказалась в Шэньси-Ганьсу-Нинсяском советский районе, где в Яньане располагалась штаб-квартира Коммунистической партии Китая.
В 1942 году в Яньани была создана «Северокитайская Лига независимости Кореи» («Лига независимости») — наиболее крупная из всех существовавших за рубежом корейских коммунистических организаций. Лидером «Лиги независимости» стал Ким Ду Бон. Военную организацию корейских коммунистов в Яньани (Корейскую добровольческую армию) возглавлял генерал Ким Мучжон (более известный под своим псевдонимом Му Чжон).
В декабре 1945 года, после освобождения Кореи от японских войск частями РККА, Ким Ду Бон и другие руководители «Лиги независимости» прибыли в Пхеньян. До 1946 Ким Ду Бон был главой Коммунистической партии Кореи. Однако вернувшиеся из Китая коммунисты в своём большинстве не вступили в Компартию Северной Кореи, а на базе «Лиги Независимости» 16 февраля 1946 года образовали собственную Новую Народную Партию, марксистскую по своей идеологии, но более умеренную во многих вопросах. Ким Ду Бон возглавил Новую Народную партию.
29 июля 1946 года в результате объединения Новой Народной партии и Компартии была создана Трудовая Партия Кореи (ТПК). 28—30 августа 1946 года в Пхеньяне прошел первый съезд объединённой партии, которая получила название Трудовая партия Северной Кореи (ТПСК). В момент создания партия насчитывала около 170 тысяч членов (134 тысячи из Компартии и 35 тысяч — из Новой Народной Партии). На съезде состоялись выборы ЦК и руководящих органов новой партии. Первым председателем ЦК ТПСК стал бывший лидер Новой Народной партии Ким Ду Бон.
18 ноября 1947 года III сессия Верховного народного собрания Северной Кореи приняла официальное постановление о начале разработке Конституции независимого корейского государства и избрала Временную конституционную комиссию с Ким Ду Боном во главе.
2 сентября 1948 года на I сессии Верховного народного собрания I созыва Ким Ду Бон был оставлен Председателем Президиума ВНС, то есть главой законодательной власти и формальным главой государства, а главой первого Кабинета министров КНДР был назначен Ким Ир Сен. 9 сентября Сессия официально провозгласила Корейскую Народно-Демократическую Республику.
Ким Ду Бон подготовил реформу хангыля, предусматривавшую введение новых букв, изменение их порядка, избавление от некоторых исключений в склонениях глаголов. Реформа не получила хода, и единственным изданием, в котором использовалась новая орфография, стала книга «Грамматика корейского языка» 1949 года.
В 1949 году произошло слияние Трудовых партий Северной и Южной Кореи. Во вновь созданной ТПК 1949 г. Ким Ир Сен сменил Ким Ду Бона на посту Председателя партии.
До 20 сентября 1957 года был Председателем Президиума Верховного Народного Собрания КНДР. В ходе идеологических чисток в Трудовой партии Кореи в 1957—1959 годах, хотя и не поддержал оппозицию к Ким Ир Сену, был снят со всех постов. Дальнейшая его судьба неизвестна, предположительно, умер под домашним арестом в 1958 году.